# Yoshiyuki Okumura
Yoshiyuki Okumura (奥村 慶之 Okumura Yoshiyuki?, nacido el 21 de enero de 1993 en Hyogo) es un exfutbolista japonés. Jugaba de delantero y su último club fue el ReinMeer Aomori de Japón.

## Trayectoria

### Clubes
| Club            | País  | Año  |
| --------------- | ----- | ---- |
| Gainare Tottori | Japón | 2015 |
| ReinMeer Aomori | Japón | 2016 |

## Estadística de carrera

### J. League
| Club            | Año   | J. League | J. League | Copa J. League | Copa J. League | Total | Total |
| Club            | Año   | Part.     | Goles     | Part.          | Goles          | Part. | Goles |
| --------------- | ----- | --------- | --------- | -------------- | -------------- | ----- | ----- |
| Gainare Tottori | 2015  | 8         | 1         | -              | -              | 8     | 1     |
| Total           | Total | 8         | 1         | 0              | 0              | 8     | 1     |